# 太原郡
太原郡，也稱太原國，是前246年，秦国始置至隋朝時期的郡，辖区在今山西省太原市、晋中市、吕梁市等地。
晋阳城由赵简子始建于公元前497年的春秋时期。前455年（周贞定王十四年），智伯瑶攻打赵氏，以汾水淹灌城。后来赵襄子说服韩、魏两家倒戈，放水倒灌智伯军营，大破智伯军，擒杀智伯瑶，称为晋阳之战。战国初期为赵国都城。
秦庄襄王二年（前248年），蒙骜攻赵国，定太原。次年置太原郡。晋阳城为太原郡、晋阳县治所。秦始皇时为全国三十六郡之一。西汉武帝时为并州所辖郡之一。户十六万九千八百六十三，口六十八万四百八十八。下领二十一县：晋阳县、葰人县、界休县、榆次县、中都县、于離縣、兹氏县、狼孟县、邬县、盂县、平陶县、汾阳县、京陵县、阳曲县、大陵县、原平县、祁县、上艾县、虑虒县、阳邑县、广武县。
西晉泰始元年，封司馬瓌為太原王，封地太原國。曹魏末年，太原郡下轄十三縣，東晉末年，狼孟縣廢除，下轄十二縣：陽曲縣、榆次縣、于離縣、孟縣、陽邑縣、大陵縣、祁縣、平陶縣、京陵縣、中都縣、鄔縣。
隋朝开皇三年（583年），太原郡废入并州。大业三年（607年），复置太原郡。户十七万五千三，下领十五县：晋阳县、太原县、交城县、汾阳县、文水县、祁县、寿阳县、榆次县、太谷县、乐平县、和顺县、辽山县、平城县、石艾县、盂县。唐朝建立后，天下改郡为州，故于武德元年（618年），废太原郡。